# Kempadalihalli, Tumkur
Kempadalihalli là một làng thuộc tehsil Tumkur, huyện Tumkur, bang Karnataka, Ấn Độ.